# 東區 (香港)

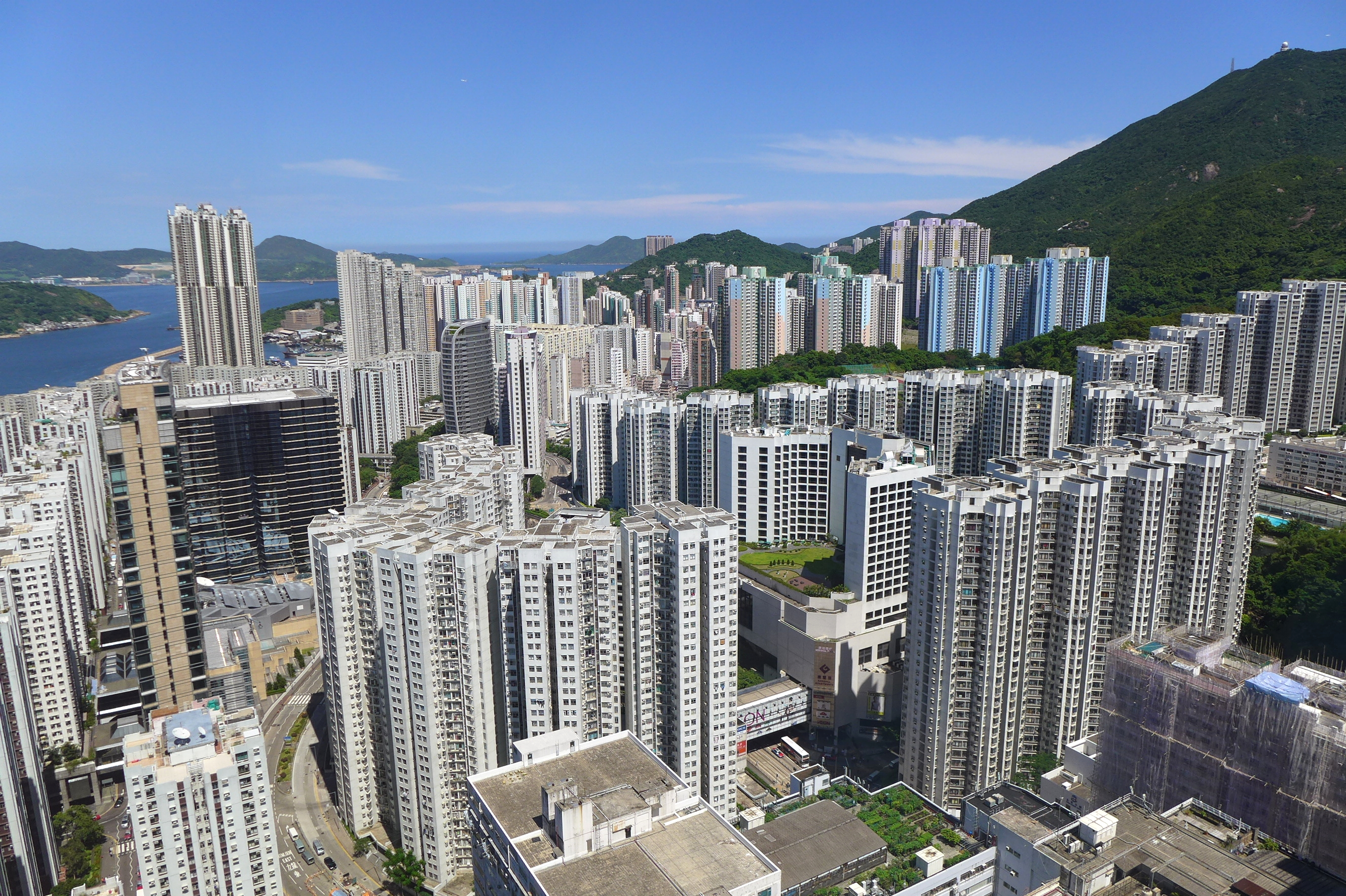
鰂魚涌、西灣河、筲箕灣一帶的建築物

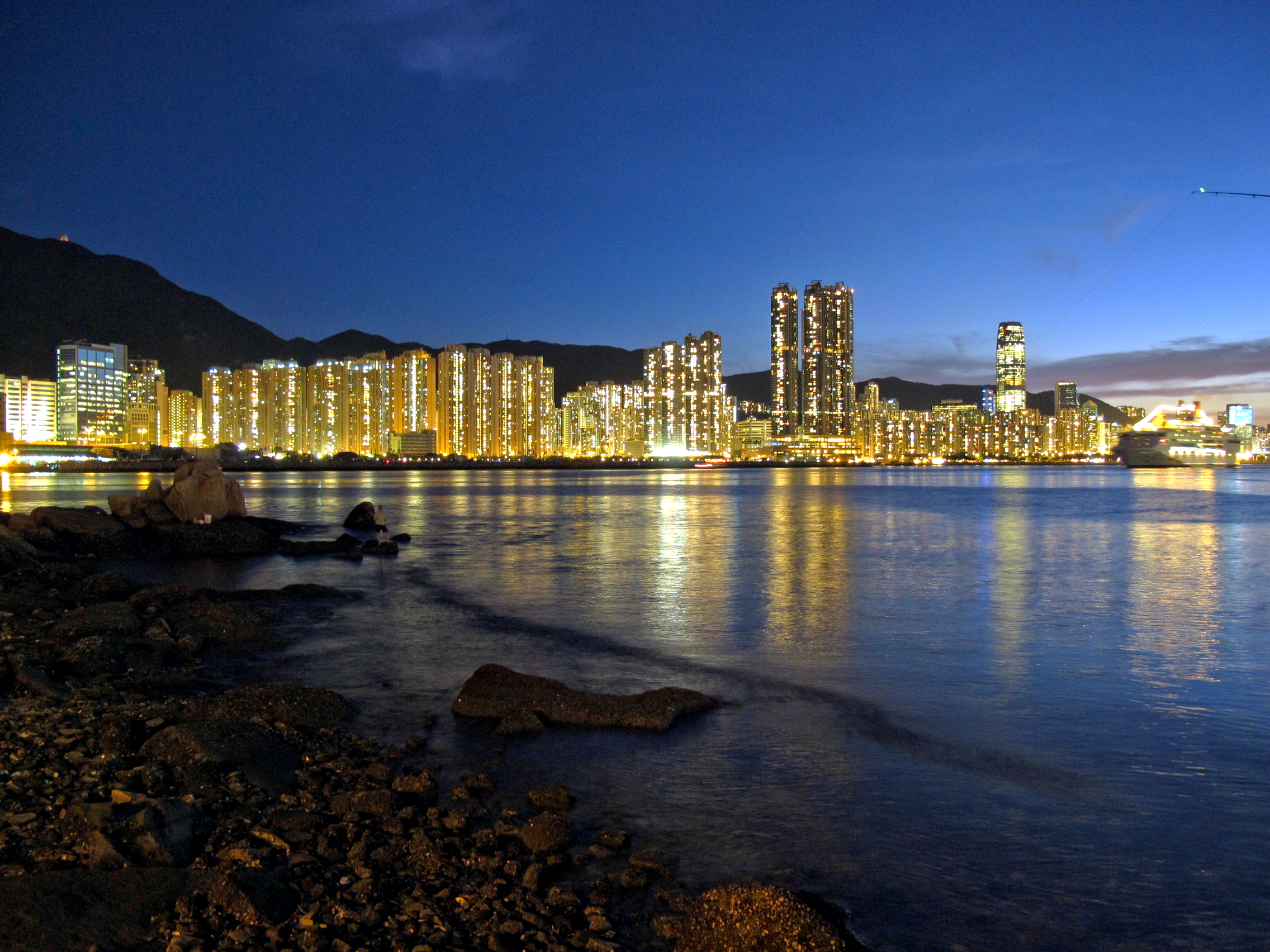
傍晚的西灣河及筲箕灣一帶

22°17′03″N 114°13′27″E / 22.28417°N 114.22417°E
東區（英語：Eastern District），又稱港島東、香港東，是香港十八區之一，位於香港島東北部，範圍包括銅鑼灣東部到小西灣，西起銅鑼灣屈臣道、怡景道，東至小西灣以東的歌連臣角。東區面積約 1,813公頃，2021年人口有529,603人，為港島區人口最多的地區，亦是全港千萬富翁人口密度最高的地區。東區的人口約六成居民住在自置居所，另外約四成居民住在公共屋邨及資助房屋。
東區發展成熟，公共交通及運輸網絡完善，有港鐵、巴士、電車及小巴服務，而東區走廊及東區海底隧道為對外交通重要幹道。區內教育、醫療、社區及康樂設施完備，亦有大型購物商場及商業中心。
近年不少政府或法定組織總部如證監會和會計及財務匯報局搬遷到東區辦公，亦有不少的跨國企業的辦公室選址於太古坊，例如安永、法國巴黎銀行、LVMH、Facebook等。除了私人商業區太古坊外，區內亦有大型港島區規模最大的購物中心之一的太古城中心和康怡廣場。

## 地理
東區包括四個法定分區，分別為北角（炮台山北、北角半山）、鰂魚涌（康山、太古城）、筲箕灣（西灣河）及柴灣（杏花邨、小西灣），括號內為分區或地方俗稱。
西以屈臣道、麥連街、蜆殼街、留仙街（連接英皇道及天后廟道交界）、雲景道及怡景道和灣仔區為界；南和南區為界。
東區人口接近六十萬，在香港十八區排第四；毗鄰的灣仔區卻只有十五萬，全港第二少。為解決2015年取消委任區議員後，灣仔區議席太少的問題，原屬東區的「維園」和「天后」選區會改屬灣仔區，並把東區區議會範圍縮短至炮台山，並於2016年1月1日生效。

## 歷史
根據《 羅屋博物館》壹書的記載，東區一帶最晚於宋朝時便有人聚居，當時來往浙江、福建和廣州之間的船隻，有時會在途經柴灣時到岸上取水。（1991年，在灣仔區的奇力島（ 香港島海底隧道入口 ），即往日的燈籠洲，發現一個盛載二千多枚隋、唐及宋代錢幣的陶罐，但是柴灣地區目前還未有發現過兩宋時代文物. ）

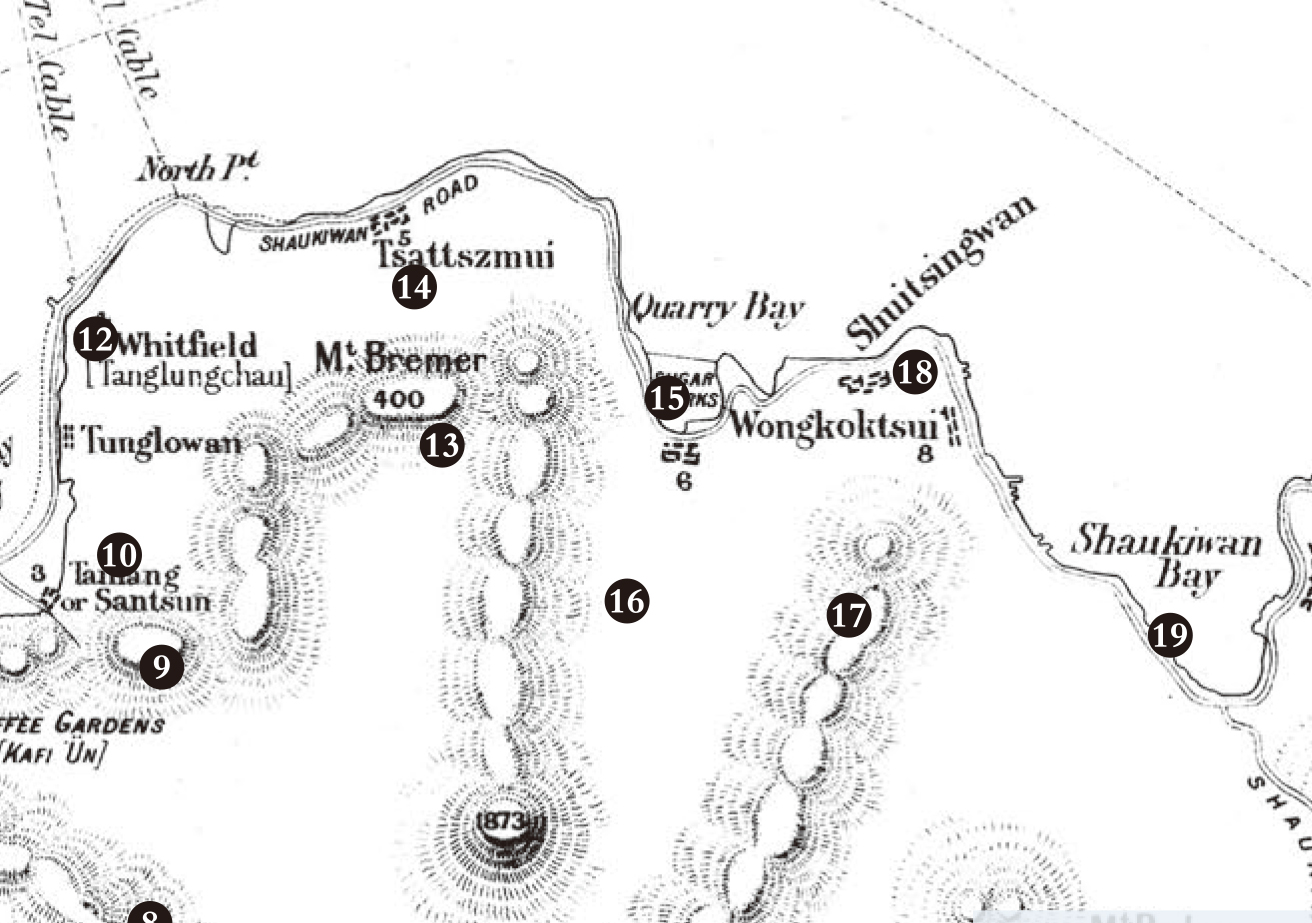
1890年的港島東區地圖

東區的語言，早期以閩南語為主，包括原居民的閩南漁民以及香港開埠以來定居銅鑼灣的福建籍人口，北角的福建籍人口早期由銅鑼灣一帶伸廷，後來又由北角伸廷至鰂魚涌以及整個東區。香港人口中的閩南人自開埠以來聚居於灣仔(特別在廈門街一帶)、銅鑼灣以及上環(福建商會的中心)一帶，而北角、鰂魚涌以及西環一帶的福建人則是較後遷入的，而在潮州人聚居的九龍東一帶亦有一定數量的福建人，在福建人聚居的地方亦有一定數量的潮州人。而香港有120萬至140萬的閩南人，當中散居於全港各區。在大逃港以後，香港人口變為以說粵語為主，而香港政府推廣粵語為香港通用語，使香港各省籍文化人都以廣州話為母語，所以在各個福建人聚居的地區亦絕大多數改以港式廣州話溝通。
東區的北角、鰂魚涌的人口很大量祖籍是來自福建，而柴灣以及筲箕灣則有部份閩系漁民以及福建籍移民，但香港人口是以二次大戰後移民以及偷渡潮抵港為主，在語言統一後亦使各民系人混居，所以東區人口不限於閩系的閩南人、潮州人以及閩東系的艇戶。（有一段時期，北角等地也有少數上海人，廣府人移入）
在未有區議會之前，現時的東區根據當時的市政局分界劃分為北角及筲箕灣兩區，現時的銅鑼灣東在北角以外（屬灣仔區）。
另一方面，1969年因應民政主任計劃而劃分的東區，還包括現今南區之東部（赤柱和石澳），直至1975年9月29日南區的成立為止。
由於19世紀的佔主導地位的軍事力量主要是海軍力量，所以當時的英國殖民地政府選擇中西區作爲維多利亞城，而柴灣在香港島東部的海邊，有被海盜襲擊的危險，無險可守，所以即使是20世紀上半葉，柴灣仍長期處於落後的位置。直至二次世界大戰完結後，香港重光，香港政府為處理當時居民的居住問題和就業問題，於是仿效英國工業革命帶動經濟的做法，在柴灣設立工業區，並設立公共房屋，令人民得以安居樂業，香港政府的華人官員還把其中的公共房屋命名為興華村，這個名字有華人在香港復興，當家作主的深遠意味。
直至現在，香港島東部不再有海盜襲擊的危險，而且東區走廊和香港2號幹線在1984至91年7月之通車已使東區發展迅速，加上香港島的就業機會比較多，所以，為應付市民對港島住房的需求，政府和發展商在90年代一直大力發展區內住房建設和配套建設，包括各色各樣的公共房屋，居屋和私人樓宇，應付市民的不同需要。

## 行政區劃

### 民政事務專員
現任東區民政事務專員為黎旨軒先生，於2025年4月22日接替陳尚文出任該區專員。

#### 歷任東區民政事務專員
- 李金忠 先生（任期：1998年–2000年12月22日）

- 謝美珊 女士（任期：2001年1月8日–2003年6月22日）

- 曹振華 先生（任期：2003年6月23日–2009年10月2日）

- 許英揚 先生（任期：2009年10月6日–2013年11月30日）

- 鄧如欣 女士（任期：2013年12月2日–2018年6月12日）

- 陳尚文 先生（任期：2018年6月13日–2025年4月21日）

- 黎旨軒 先生（任期：2025年4月22日至今）

### 區議會
東區區議會於1982年成立。東區區議會的標誌由英文字母「E」字加上左側一點組成的人形，從上方開始順時針依「上、下、左、右」四個方向組合而成。東區區議會是香港十八個區議會之一，負責協助處理東區的事務，共有30名議員，包括6名民選議員、12名地區委員會界別議員及12名委任議員。

### 統計資料
根據花旗銀行公佈的「香港千萬富翁調查報告2020」，東區為全港千萬富翁人口密度最高的地區，高達19%，可见東區人口质素是數一數二的。
根據2021年的人口普查資料，東區的人口資料如下：
| 人口特徵 - 人口： 529,603 人 - 15歲以下： 9.7% - 15至24歲： 6.9% - 25至44歲： 27.1% - 45歲至64歲： 32.9% - 65歲及以上： 23.4% - 年齡中位數： 49.0 歲 - 十五歲及以上從未結婚人口比例 - 男性： 30.0% - 女性： 27.0% 教育 - 15歲及以上人口具專上教育程度比例： 39.8% 勞動人口特徵 - 勞動人口： 281,513 人 - 勞動人口參與率 - 男性： 63.6% - 女性： 55.3% - 合計： 58.9% - 每月主要職業收入中位數（不包括外籍家庭傭工）： 20,000 港元 | 住戶特徵 - 家庭住戶數目： 188,706 戶 - 家庭住戶平均人數： 2.8 人 - 家庭住戶每月收入中位數： 32,000 港元 房屋特徵 - 有家庭住戶居住的屋宇單位數目： 188,514 個 - 每個屋宇單位的平均家庭住戶數目： 1.001 戶 - 自置居所住戶在家庭住戶總數目中所佔的比例： 58.9% - 家庭住戶每月按揭供款及借貸還款中位數： 14,000 港元 - 按揭供款及借貸還款與收入比率中位數： 20.0% - 家庭住戶每月租金中位數： 3,520 港元 - 租金與收入比率中位數： 19.3% - 居所樓面面積中位數： 44 平方米 |

## 社區環境

### 公共屋邨
東區的公共屋邨主要集中在筲箕灣、柴灣及小西灣。

| - 模範邨 - 耀東邨 - 興東邨 - 康東邨 - 愛東邨 - 柴灣邨 | - 興華邨（含一、二邨） - 漁灣邨 - 環翠邨 - 興民邨 - 翠灣邨 - 峰華邨 | - 翠樂邨 - 華廈邨 - 連翠邨 - 小西灣邨 - 健康村（香港房屋協會屋邨，有出租和出售部份） - 明華大廈（香港房屋協會屋邨） |

### 居屋屋苑
東區的居屋屋苑主要集中在西灣河筲箕灣道（即電車路一帶）、筲箕灣、柴灣及小西灣。

| - 驥華苑 - 康山花園 - 東駿苑 - 東熹苑 - 東霖苑 - 東欣苑 - 東盛苑 - 東旭苑 - 愛蝶灣 | - 東濤苑 - 山翠苑 - 怡翠苑 - 宏德居 - 茵翠苑 - 康翠臺 - 樂翠臺 - 景翠苑 - 蝶翠苑 | - 樂軒臺 - 杏翠苑 - 悅翠苑 - 曉翠苑 - 佳翠苑 - 富景花園 - 富怡花園 - 富欣花園 |

### 主要私人屋苑
該區寶馬山屬於高尚住宅區。鰂魚涌、西灣河及北角則以中產大型屋苑為主。因為東區交通方便，同時距離港島其他商業中心區較近，所以呎價較高。
如按照《城市規劃條例》擬備的分區計劃，嘉亨灣、鯉景灣和 THE HOLBORN 則位於鰂魚涌。
| 名稱                   | 照片               | 地址                      | 住宅類型 | 入伙年份 | 戶數      | 面積         | 發展商                                           |
| ---------------------- | ------------------ | ------------------------- | -------- | -------- | --------- | ------------ | ------------------------------------------------ |
| 賽西湖大廈             |                    | 北角半山寶馬山道15-43號   | 中型屋苑 | 1978     | 925       | 1,087-1,467  | 長江實業                                         |
| 寶馬山花園             |                    | 北角半山寶馬山道1號       | 中型屋苑 | 1991     | 809       | 518-3,075    | 信和置業                                         |
| 海天峰                 |                    | 北角半山雲景道35號        | 小型屋苑 | 2002     | 108       | 935-1,501    | 信和置業                                         |
| 海景台                 |                    | 北角半山雲景道31號        | 單幢樓   | 1977     | 112       | 730-920      | 保萬置業                                         |
| 雲景台                 |                    | 北角半山雲景道38號        | 小型屋苑 | 1975     | 280       | 1,063-1,065  | 合和實業                                         |
| 尚譽                   | 北角月園街1號      | 單幢樓                    | 2018     | 128      | 163-288   | 恒基地產     |                                                  |
| 海璇                   | 北角渣華道133號    | 小型屋苑                  | 2018     | 355      | 286-2,326 | 新鴻基地產   |                                                  |
| 明園                   |                    | 北角孔雀道1-72號          | 小型屋苑 | 1970     | 691       | 295-1,067    |                                                  |
| 君譽峰                 |                    | 北角馬寶道3號             | 單幢樓   | 2020     | 281       | 432-1,596    | 恒基地產                                         |
| 維港頌                 | 北角城市花園道32號 | 小型屋苑                  | 2019     | 378      | 585-1,594 | 長江實業地產 |                                                  |
| 港濤軒                 |                    | 北角渣華道180號           | 單幢樓   | 2008     | 184       | 629-1,572    | 太古地產 中華汽車有限公司                        |
| 港運城                 |                    | 北角丹拿道51-61號         | 中型屋苑 | 1996     | 784       | 469-802      | 太古地產 中華汽車有限公司                        |
| 康福園                 |                    | 北角英皇道60號            | 小型屋苑 | 1974     | 179       | 944-2,077    | 恒基地產                                         |
| 海峰園                 |                    | 北角福蔭道1-5號           | 中型屋苑 | 1988     | 924       | 612-859      | 太古地產                                         |
| 豪廷峰                 |                    | 北角半山炮台山道28號      | 小型屋苑 | 2000     | 394       | 569-1,599    | 新鴻基地產                                       |
| 莊士維港軒             |                    | 北角和富道18號            | 單幢樓   | 2003     | 83        | 188-346      | 莊士機構                                         |
| 柏蔚山                 | 北角繼園街1號      | 中型屋苑                  | 2018     | 611      | 519-3,136 | 新世界發展   |                                                  |
| 港逸軒                 |                    | 北角春秧街128號           | 單幢樓   | 2003     | 92        | 200-337      | 恒基地產                                         |
| 健威花園               |                    | 北角英皇道560號           | 中型屋苑 | 1979     | 1,104     | 442-472      | 合和實業 九龍倉集團                              |
| 丹拿花園               |                    | 北角丹拿道18號            | 中型屋苑 | 1991     | 853       | 485-840      | 恒隆地產                                         |
| 康澤花園               |                    | 炮台山英皇道238號         | 中型屋苑 | 1987     | 757       | 396-997      | 恒隆地產 新世界發展 廖創興企業 萬邦投資 中建企業 |
| 富澤花園               |                    | 北角半山炮台山道32號      | 中型屋苑 | 1981     | 1,264     | 645-1,323    | 香港電燈 嘉宏國際 聯邦地產 長江實業地產          |
| 和富中心               |                    | 北角和富道21-53號         | 大型屋苑 | 1982     | 1,450     | 703-2,290    | 和記黃埔                                         |
| 城市花園               |                    | 北角電氣道233號           | 大型屋苑 | 1982     | 2,393     | 447-1,256    | 長江實業地產                                     |
| 渣華道98號             |                    | 北角渣華道98號            | 單幢樓   | 2011     | 75        | 306-1,620    | 英皇國際                                         |
| 百福大廈               |                    | 北角錦屏街80-118號        | 小型屋苑 | 1962     | 257       | 288-931      |                                                  |
| 僑冠大廈               |                    | 北角英皇道395號           | 小型屋苑 | 1966     | 624       | 362-2,809    | 僑光置業                                         |
| 君豪峰                 |                    | 鰂魚涌英皇道856號         | 單幢樓   | 2019     | 464       | 193-451      | 恒基地產                                         |
| 御皇臺                 |                    | 鰂魚涌英皇道933號         | 單幢樓   | 2002     | 240       | 428-497      | 恒基地產                                         |
| 惠安苑                 |                    | 鰂魚涌華蘭路2-12號        | 中型屋苑 | 1975     | 624       | 980-1,020    | 太古地產                                         |
| Mount Parker Residence |                    | 鰂魚涌康怡西灣臺1號       | 單幢樓   | 2013     | 92        | 1,242-3,504  | 太古地產                                         |
| 太古城                 |                    | 鰂魚涌太古城太古灣道      | 大型屋苑 | 1976     | 12,696    | 440-1,819    | 太古地產                                         |
| 新威園                 |                    | 鰂魚涌英皇道989-991A號    | 中型屋苑 | 1974     | 828       | 506-580      | 新鴻基地產                                       |
| 栢蕙苑                 |                    | 鰂魚涌基利路2-8號         | 中型屋苑 | 1989     | 838       | 535-744      | 太古地產                                         |
| 逸樺園                 |                    | 鰂魚涌基利路3號           | 中型屋苑 | 2003     | 442       | 611-1,398    | 太古地產                                         |
| 逸意居                 |                    | 鰂魚涌康怡西灣臺18號      | 小型屋苑 | 1997     | 214       | 664-1,499    | 太古地產                                         |
| 南豐新邨               |                    | 鰂魚涌基利坊15-27號       | 大型屋苑 | 1977     | 2,826     | 391-570      | 南豐集團                                         |
| 康怡花園               |                    | 鰂魚涌康怡康愉街31-45號   | 大型屋苑 | 1985     | 6,648     | 461-1,142    | 恒隆地產 新世界發展 港鐵                         |
| 康景花園               |                    | 鰂魚涌康柏徑10號          | 中型屋苑 | 1989     | 983       | 440-1,339    | 恒基地產及恒隆地產                               |
| 康蕙花園               |                    | 鰂魚涌祐民街38號          | 小型屋苑 | 1995     | 504       | 423-604      | 恒隆地產                                         |
| CASA 880               |                    | 鰂魚涌英皇道880-886號     | 單幢樓   | 2008     | 111       | 1,066-1,366  | 長江實業                                         |
| 嘉亨灣                 |                    | 西灣河太康街38號          | 大型屋苑 | 2005     | 2,020     | 293-2,170    | 恒基地產 中華煤氣                                |
| 逸濤灣                 |                    | 西灣河太安街28號          | 中型屋苑 | 2001     | 864       | 549-1,437    | 太古地產 中華汽車有限公司 新鴻基地產             |
| 鯉景灣                 |                    | 西灣河太康街              | 大型屋苑 | 1988     | 2,295     | 426-814      | 太古地產                                         |
| THE HOLBORN            |                    | 西灣河筲箕灣道1號         | 小型屋苑 | 2023     | 420       | 200-571      | 恒基地產                                         |
| 太安樓                 |                    | 西灣河筲箕灣道57-87號     | 大型屋苑 | 1968     | 1,864     | 274-386      | 香港置地                                         |
| 欣景花園               |                    | 西灣河筲箕灣道111號       | 中型屋苑 | 1990     | 732       | 649-767      | 港鐵                                             |
| 譽·東                  |                    | 西灣河筲箕灣道157號       | 單幢樓   | 2013     | 79        | 320-1,067    | 新鴻基地產                                       |
| Island Residence       |                    | 西灣河筲箕灣道163號       | 單幢樓   | 2017     | 170       | 216-1,154    | 會德豐地產                                       |
| One Eighty             |                    | 西灣河筲箕灣道180號       | 單幢樓   | 2020     | 57        | 164-332      | 林氏家族                                         |
| 御景軒                 |                    | 西灣河筲箕灣道250號       | 單幢樓   | 2003     | 100       | 386-639      | 恒基地產                                         |
| 君悅軒                 |                    | 西灣河西灣河街8號         | 單幢樓   | 2007     | 112       | 414-952      | 寶輝控股 永光地產                                |
| 逸瑆                   |                    | 西灣河西灣河街9號         | 單幢樓   | 2019     | 144       | 264-386      | 麗新集團 市區重建局                              |
| 新成中心               |                    | 西灣河新成街8號           | 小型屋苑 | 1983     | 475       | 291-367      | 新鴻基地產                                       |
| 柏匯                   |                    | 西灣河成安街33號          | 單幢樓   | 2017     | 234       | 187-604      | 恒基地產                                         |
| 雁亭                   |                    | 西灣河海晏街38號          | 單幢樓   | 1995     | 92        | 209-267      |                                                  |
| 形薈                   |                    | 筲箕灣筲箕灣道393號       | 中型屋苑 | 2018     | 650       | 281-1,279    | 新鴻基地產                                       |
| 香島                   |                    | 筲箕灣柴灣道33號          | 中型屋苑 | 2018     | 470       | 485-2,290    | 南豐集團                                         |
| 傲華                   |                    | 筲箕灣筲箕灣東大街121號   | 單幢樓   | 預計2025 | 156       | 190-737      | 協成行                                           |
| 遠晴                   |                    | 筲箕灣筲箕灣東大街23號    | 單幢樓   | 2014     | 98        | 253-1,282    | 協成行                                           |
| 莊士軒                 |                    | 筲箕灣工廠街30號          | 單幢樓   | 1999     | 46        | 353          | 莊士機構                                         |
| 樂融軒                 |                    | 筲箕灣筲箕灣道333號       | 單幢樓   | 2014     | 274       | 305-1,226    | 香港房屋協會                                     |
| 峻峰花園               |                    | 筲箕灣寶文街1號           | 中型屋苑 | 1987     | 760       | 410-594      | 峻峰發展有限公司 地鐵公司                        |
| 東威大廈               |                    | 筲箕灣筲箕灣東大街59-99號 | 小型屋苑 | 1976     | 529       | 292-483      | 合和屋宇                                         |
| 康華大廈               |                    | 筲箕灣南康街18號          | 小型屋苑 | 1985     | 400       | 260-325      | 長江實業                                         |
| 銀河廣場               |                    | 筲箕灣望隆街2號           | 單幢樓   | 1989     | 100       | 369-544      | 信和置業                                         |
| 筲箕灣中心             |                    | 筲箕灣筲箕灣道407-409號   | 中型屋苑 | 1982     | 528       | 288-321      | 怡華置業 益新置業                                |
| 譽都                   |                    | 筲箕灣筲箕灣道305號       | 單幢樓   | 2013     | 117       | 297-467      | 新鴻基地產                                       |
| 麗東海景豪苑           |                    | 筲箕灣筲箕灣東大街2號     | 小型屋苑 | 1999     | 322       | 404-1,272    | 恒基地產                                         |
| 筲箕灣廣場             |                    | 筲箕灣南康街17號          | 小型屋苑 | 1992     | 630       | 337-449      | 麗新發展                                         |
| 杏花邨                 |                    | 柴灣杏花邨盛泰道100號     | 大型屋苑 | 1986     | 6,323     | 453-1,400    | 杏花邨發展 港鐵                                  |
| 杏花園                 |                    | 柴灣杏花邨盛泰道100號     | 小型屋苑 | 1990     | 56        | 1,046        | 港鐵                                             |
| 新翠花園               |                    | 柴灣柴灣道233號           | 大型屋苑 | 1988     | 1,488     | 408-622      | 新鴻基地產 地鐵公司                              |
| 高威閣                 |                    | 柴灣柴灣道111號           | 中型屋苑 | 1983     | 704       | 391-503      | 和記黃埔                                         |
| 灣景園                 |                    | 柴灣康民街3號             | 單幢樓   | 1999     | 212       | 443-1,086    | 信和置業                                         |
| 永利中心               |                    | 柴灣柴灣道333號           | 小型屋苑 | 1982     | 452       | 254-368      | 保美誠發展有限公司                               |
| 藍灣半島               |                    | 柴灣小西灣小西灣道28號    | 大型屋苑 | 2001     | 3,098     | 323-1,464    | 信和置業 維德集團 中銀香港                       |

### 大型商場

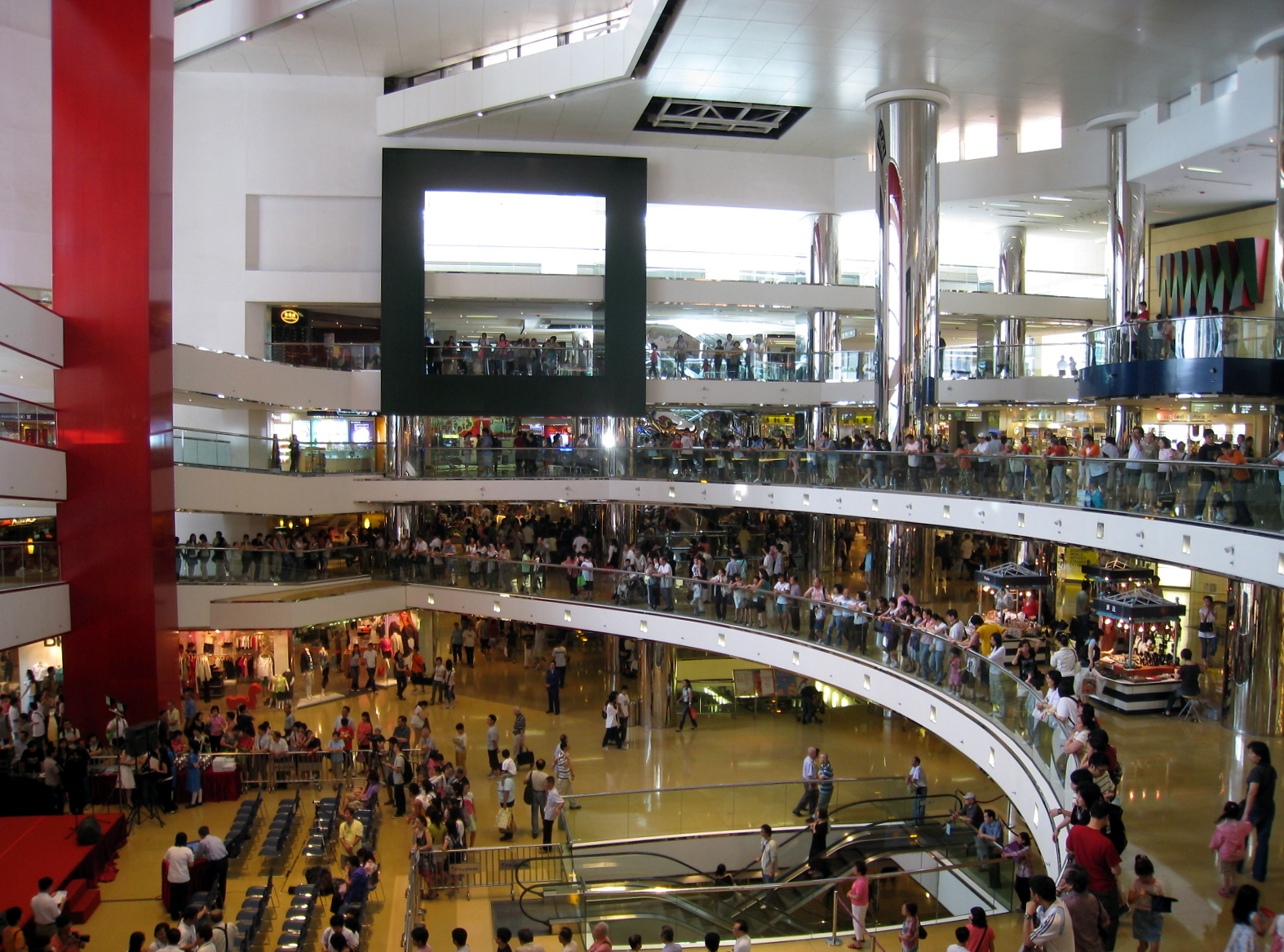
太古城中心一期

- 太古城中心
- 康怡廣場
- 杏花新城
- 新翠商場
- 藍灣廣場
- 北角匯
- 港運城

### 商業樓宇
很多跨國公司的辦公室選址港島東，例如太古坊，令東區成為香港其中一個商業區。
- 太古坊：其中的商業建築包括：港島東中心、德宏大廈、多盛大廈、電訊盈科中心、林肯大廈、柏克大廈、濠豐大廈、康橋大廈、太古坊一座及太古坊二座，吸引許多跨國公司在此辦公，例如安永、法國巴黎銀行、加拿大皇家銀行、LVMH、Facebook、波士頓諮詢公司、富而德律師事務所等。另外，港島東中心為東區最高和全港第七高的建築物
- 太古城中心：其中的商業建築包括英皇道1111號、太古灣道12號、太古灣道14號，不少跨國企業在此辦公，例如德勤、湯森路透、美國運通、富衛保險、富邦銀行等
- 友邦廣場
- 中國太平金融中心：為中國太平保險的總部
- 英皇道625號
- 華懋交易廣場
- 華懋交易廣場2期
- K11 ATELIER King's Road
- 友邦香港大樓
- 嘉華國際中心
- 嘉里中心
- 港運大廈
- 東貿廣場
- 港匯東：部分樓面將為李寧集團的香港總部
- 華匯中心
- 泓富產業千禧廣場

### 政府及司法機構
總部大樓或位於政府建築物
- 廉政公署總部大樓
- 海關總部大樓
- 水務署香港區大樓
- 水警總區總部
- 消防事務處大廈
- 東區法院大樓（包括東區裁判法院）
- 北角政府合署（包括地政總署總部、規劃署總部、城市規劃委員會總部、政府物流服務署總部）
- 新翠花園政府合署
- 香港學術及職業資歷評審局總部
- 僱員再培訓局總部
- 柴灣水務署總部暨香港及離島分署及懲教署總部大樓（預計於2024–25年落成）
- 柴灣政府綜合大樓及車房（預計於2024–25年落成）

位於私人建築物
- 證券及期貨事務監察委員會總部：位於鰂魚涌太古坊港島東中心
- 投資者及理財教育委員會總部：位於鰂魚涌太古坊港島東中心
- 會計及財務匯報局總部：位於鰂魚涌太古坊二座
- 保險業監管局：位於鰂魚涌英皇道625號FOYER
- 消費者委員會總部：位於鰂魚涌嘉華國際中心
- 香港房屋協會總部：位於鰂魚涌英皇道1063號
- 規劃師註冊管理局總部：位於鰂魚涌泓富產業千禧廣場
- 地產代理監管局總部：位於柴灣東貿廣場
- 社會工作者註冊局總部：位於筲箕灣海安商業中心
- 旅遊事務署總部：位於炮台山港匯東
- 職業安全健康局總部：位於北角華匯中心

## 公共設施

### 教育
大專院校
- 香港樹仁大學
- 香港專業教育學院（柴灣）
- 香港高等教育科技學院（柴灣校園）
- 才晉高等教育學院
- 香港大學專業進修學院（港島東分校及北角城教學中心）
- 香港藝術學院（筲箕灣包黃秀英校舍及柴灣青年廣場校舍）

中學教育
| - 庇理羅士女子中學 - 張祝珊英文中學 - 香港中國婦女會中學 - 中華基金中學 - 嘉諾撒書院 - 港島民生書院 - 筲箕灣官立中學 - 聖馬可中學 - 中華傳道會劉永生中學 - 衛理中學 | - 金文泰中學 - 閩僑中學 - 慈幼英文學校（中學部） - 筲箕灣東官立中學 - 嶺南中學 - 聖貞德中學 - 寶血女子中學 - 文理書院（香港） - 炮台山循道衛理中學 - 顯理中學 | - 中華基督教會桂華山中學 - 張振興伉儷書院 - 聖公會李福慶中學 - 伊斯蘭脫維善紀念中學 - 嶺南衡怡紀念中學 - 培僑中學 - 蘇浙公學 - 福建中學（小西灣） - 漢華中學 - 明愛柴灣馬登基金中學 |

小學教育
| - 番禺會所華仁小學 - 港大同學會小學 - 香港嘉諾撒學校 - 北角官立小學 - 聖公會聖米迦勒小學 - 太古小學 - 北角衛理小學 - 北角循道學校 - 啟基學校（港島） - 滬江小學 - 丹拿山循道學校 | - 聖公會柴灣聖米迦勒小學 - 筲箕灣崇真學校 - 慈幼學校 - 天主教明德學校 - 筲箕灣官立小學 - 基督教香港信義會信愛學校 - 聖馬可小學 - 香港中國婦女會丘佐榮學校 - 中華基督教會基灣小學 - 中華基督教會基灣小學（愛蝶灣） | - 救世軍韋理夫人紀念學校 - 勵志會梁李秀娛紀念小學 - 愛秩序灣官立小學 - 培僑小學 - 救世軍中原慈善基金學校 - 漢華中學（小學部） - 蘇浙小學（全日） - 佛教中華康山學校 |

幼兒教育
國際學校
- 英基鰂魚涌小學（ESF Quarry Bay School）
- 漢基國際學校（Chinese International School）
- 法國國際學校（French International School）
- 地利亞加拿大學校（英语：DSC International School, Hong Kong）（DSC International School Hong Kong）
- 香港韓國國際學校（Korean International School of Hong Kong）
- 蒙特梭利國際學校（The International Montessori School）
- 香港猶太教國際學校（筲箕灣校舍）（Carmel School）
- 茵維特中學（Invictus Secondary School）
- 雅惠國際幼稚園 (Grace Garden International Kindergarten）
- 漢迪國際幼稚園暨幼兒園 (Kendall International Preschool）

特殊學校
- 保良局余李慕芬紀念學校
- 香港西區扶輪社匡智晨輝學校
- 明愛樂義學校

### 醫療服務
公營診所
- 柏立基夫人健康院
- 柴灣健康院
- 西灣河健康中心
- 筲箕灣賽馬會診所
- 環翠政府診療所

公營醫院（港島東聯網）
- 東區尤德夫人那打素醫院—提供全面專科服務的地區性急症醫院

私營醫療機構
- 養和東區醫療中心（曹延棨院）（預料中心於2025年轉為正規醫院）
- 養和李樹芳樓

### 文娛康樂

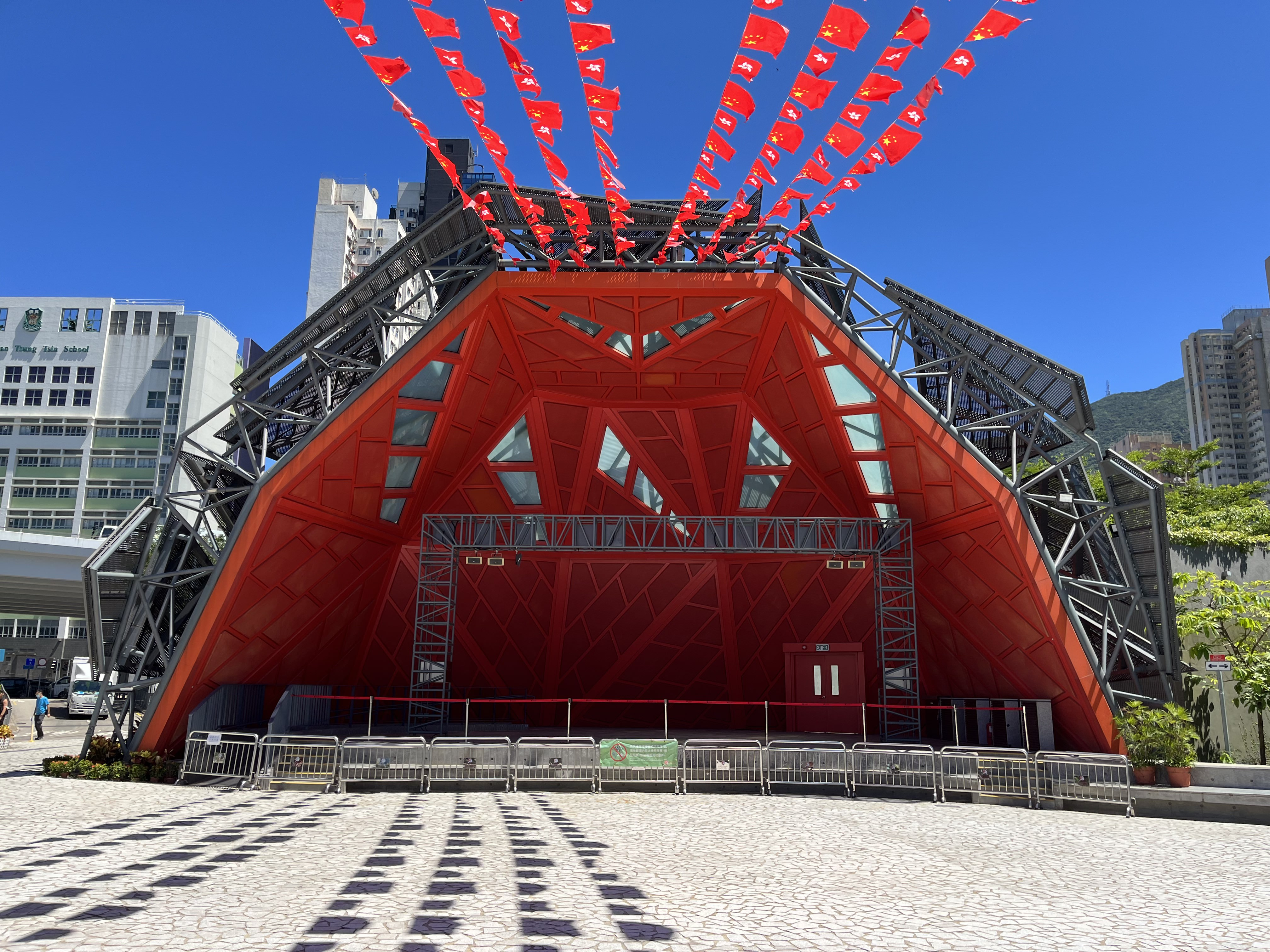
東區文化廣場

| 博物館 - 香港電影資料館 - 香港海防博物館 - 羅屋民俗館 - 葛量洪號滅火輪展覽館 文化及藝術相關 - 油街實現 - 青年廣場 - 東區文化廣場 圖書館 - 北角公共圖書館 - 鰂魚涌公共圖書館 - 柴灣公共圖書館 - 電氣道公共圖書館 - 耀東公共圖書館 - 小西灣公共圖書館 - 鯉景道綜合大樓分區圖書館（預計於2023-24落成） 社區中心及會堂 - 西灣河文娛中心 - 愛秩序灣社區會堂 - 鰂魚涌社區會堂 - 聖雅各福群會 - 協青社賽馬會大樓 - 香港青年協會大廈 - 東華三院方樹泉社會服務大樓 | 體育館 - 港島東體育館 - 柴灣體育館 - 小西灣體育館 - 渣華道體育館 - 鰂魚涌體育館 - 西灣河體育館 - 愛秩序灣體育館（擬建） 游泳池 - 港島東游泳池 - 柴灣游泳池 - 小西灣游泳池 公園 - 東岸公園主題區 - 鰂魚涌公園 - 賽西湖公園 - 愛秩序灣公園 - 柴灣公園 - 愛秩序灣海濱花園 - 西灣河海濱公園 - 羅屋民俗館休憩花園 - 祥民道休憩花園 - 柴灣池畔花園 - 柴灣池畔花園滑板場 - 富康街寵物公園 - 百福道交通安全城 草地球場 - 小西灣運動場 - 鰂魚涌公園 度假營 - 鯉魚門公園及度假村（當中的三座前鯉魚門軍營為香港法定古蹟）（鯉魚門公園公眾騎術學校） | 郊野公園及旅遊徑 - 大潭郊野公園（鰂魚涌擴建部份） - 紅香爐峰 - 金督馳馬徑 - 龍躍徑及黑角徑（當中黑角頭石刻為香港法定古蹟、黑角頭燈塔為三級歷史建築） - 東區旅遊徑（筲箕灣段） - 鰂魚涌樹木研習徑 - 林邊生物多樣性自然教育中心（香港二級歷史建築） - 柏架山道自然徑 - 康柏郊遊徑 - 西灣炮台晨運徑（西灣炮台為晨運徑的一部分） 教堂、會堂和寺廟 - 聖十字架堂 - 聖猶達堂 - 慈幼會修院 - 維豪備修院 - 基督教香港崇真會筲箕灣崇真堂 - 中華基督教會基灣堂 - 循道衛理聯合教會北角堂 - 香港聖公會北角聖彼得堂 - 柴灣浸信會 - 香港海星堂區海星堂 - 二伯公廟/大聖廟 - 筲箕灣天后廟 - 筲箕灣譚公廟 - 筲箕灣玉皇寶殿 - 筲箕灣城隍廟 - 筲箕灣南安坊洪聖古廟 - 筲箕灣福德廟 - 柴灣天后古廟 - 龍躍徑南海觀音廟 - 柴灣清真寺 |

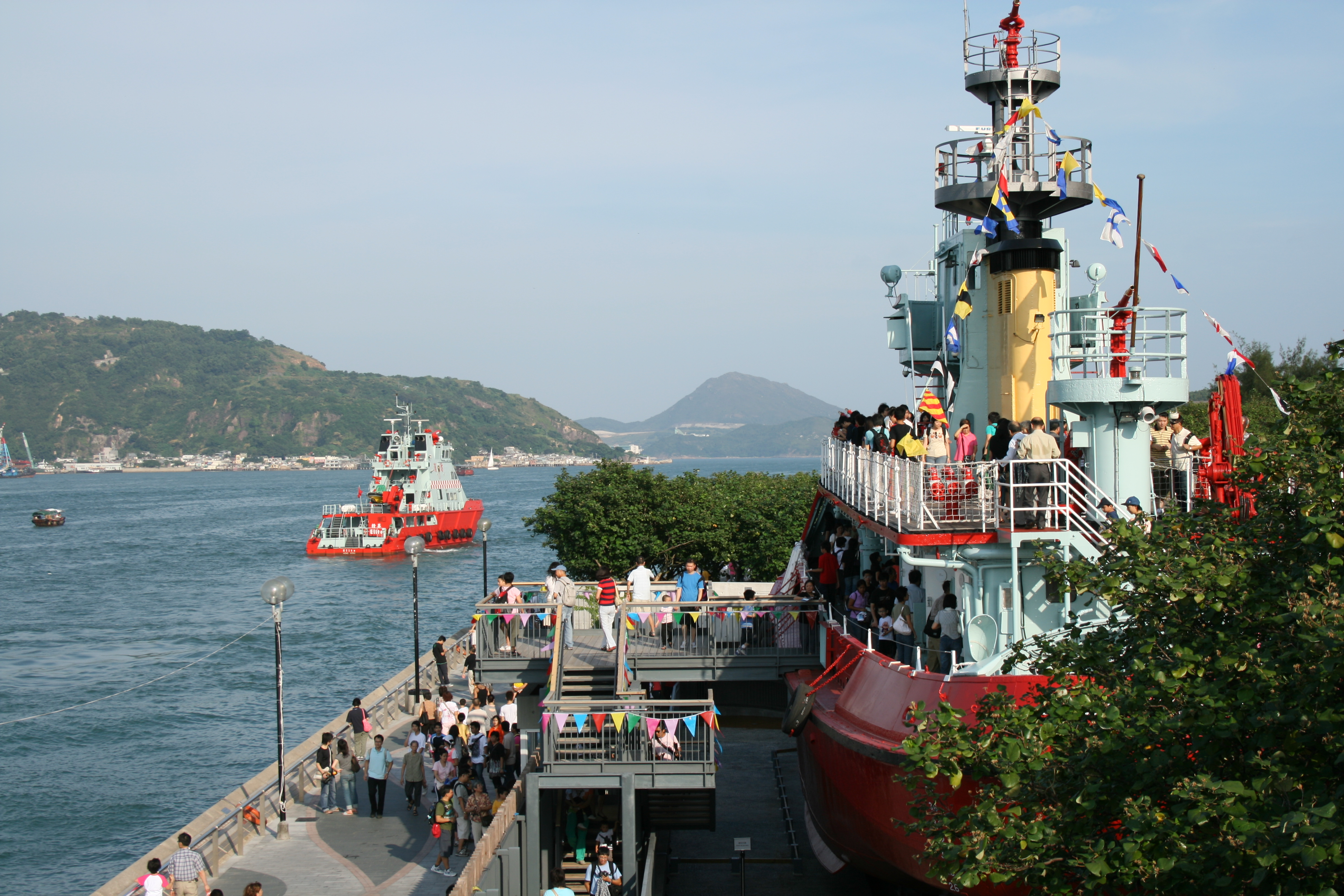
葛量洪號滅火輪展覽館

## 旅遊

### 旅遊景點
| - 太安樓夜市: 被譽為香港夜市，是一個著名掃街香港地道小吃勝地，如雞蛋仔、魚蛋、車仔麵、即炒粉麵、粉果、燒賣等等美食的集中地，吸引不少本地及外國遊客慕名而來。 - 蘇豪東: 位於西灣河鯉景灣的海濱休閒街區 - 鰂魚涌公園 - 羅屋民俗館 - 香港電影資料館 - 香港海防博物館 - 東岸公園主題區 | - 太古城中心 - 杏花新城 - 益昌大廈（「怪獸大樓」） - 新光戲院 - 筲箕灣東大街: 港島區著名美食街之一 - 筲箕灣天后廟 - 筲箕灣譚公廟 |

### 酒店及服務式住宅
| - 東隅酒店 - 港島海逸君綽酒店 - 香港維港凱悅尚萃酒店 - 歷山酒店 - 北角海逸酒店 - 富薈炮台山酒店 - 城市花園酒店 - 宜必思香港北角酒店 - 香港粵華酒店 - 華美達盛景酒店 - 北角M1酒店 | - 青年廣場Y旅舍 - 海璇匯 - 東隅服務式住宅 - 香港逸蘭蘇豪東服務式公寓 - 香港莎瑪港島北服務式公寓 - 香港莎瑪炮台山服務式公寓 - 康蘭居 - BEAK TERRACE - 皇子薈 |

## 經濟發展

### 商業
東區的商業大廈及酒店集中於鰂魚涌、太古城及北角、一帶，主要大廈是太古坊，於2008年4月起東區最高的摩天大廈港島東中心分階段入伙。因此很多政府部門由中環和灣仔搬遷到東區辦公，加上不少的跨國公司的辦公室選址於港島東。

### 工業
工業大廈集中於北角東部及柴灣碼頭一帶。

### 區內收入
寶馬山、西灣河海旁屬於高尚住宅區；而鰂魚涌及北角是傳統地段的市區住宅區之一，交通方便，收入中位數是全港第四高，但筲箕灣及柴灣有15座公屋，23座居屋，使東區內部收入差異大。

## 交通

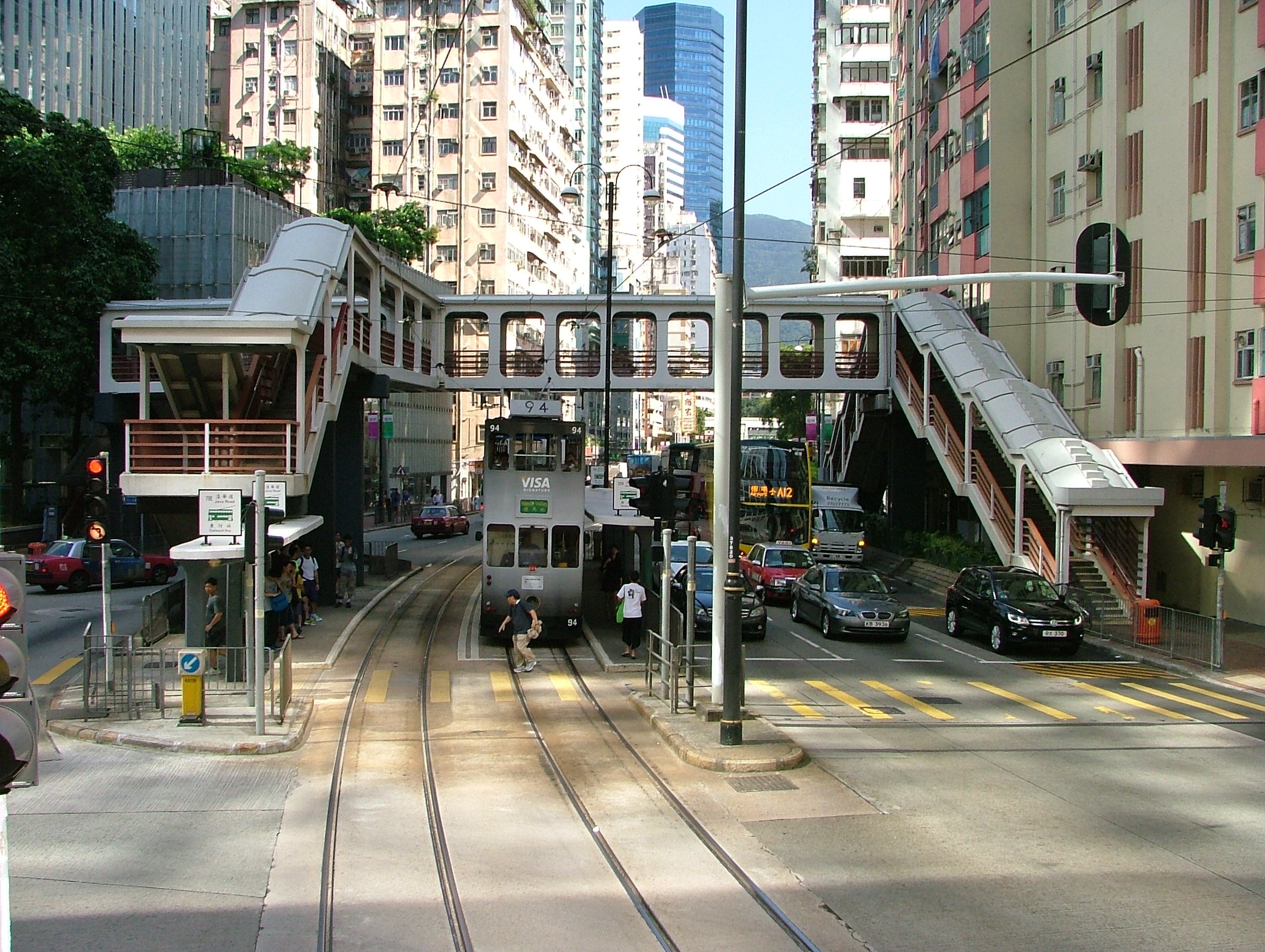
東區常見的公共行人天橋，以圓角矩形為設計特色

### 道路
幹線道路
- 2號幹線：東區海底隧道
- 4號幹線：中環及灣仔繞道、東區走廊、柴灣道

| 市區道路 - 英皇道(筲箕灣道至蜆殼街段) - 柴灣道 - 筲箕灣道 - 康山道 | 郊區道路 - 大潭道 |

### 港鐵
- █  港島綫：炮台山站、北角站、鰂魚涌站、太古站、西灣河站、筲箕灣站、杏花邨站、柴灣站
- █  將軍澳綫：北角站、鰂魚涌站

### 電車
- 西行：筲箕灣總站 ⇄ 炮台山
- 東行：炮台山 ⇄ 筲箕灣總站

### 巴士
巴士
巴士（只限指定日子服務）
專線小巴
紅色公共小巴
- 筲箕灣 ⇄ 柴灣
- 觀塘 ⇄ 柴灣
- 筲箕灣 ⇄ 灣仔／西環

### 渡輪
| - 北角碼頭 ⇄ 觀塘碼頭 - 北角碼頭 ⇄ 九龍城碼頭 - 北角碼頭 ⇄ 紅磡碼頭 - 北角碼頭 ⇄ 蒲台島（街渡） | - 西灣河碼頭 ⇄ 觀塘碼頭（街渡） - 西灣河碼頭 ⇄ 鯉魚門（街渡） - 筲箕灣避風塘碼頭 ⇄ 東龍洲（街渡） - 筲箕灣避風塘碼頭 ⇄ 將軍澳（南）（街渡） |

### 未來

#### 道路
- 港島北海濱長廊（已刊憲）[9]

## 未來發展

#### 東區走廊下設行人板道
香港特區政府於2020年12月31日刊憲，建議在東區走廊下增設板道，用作行人路和單車徑，以連接銅鑼灣和鰂魚涌的海濱，加強北角海旁的連通性。
擬議板道分為東、西兩段，從油街至糖水道為西段（長約0.7公里），而從電照街至海裕街為東段（長約1.1公里）。走線盡量利用東區走廊結構下的遮蔭，將擬議板道對維多利亞港的影響減至最低。板道寬度最少10米，讓不同人士（包括行人、緩跑人士、騎單車者和其他人士）可以安全共用並進行不同的活動。
除了西段和東段兩端共四個出口外，亦會設置五個連接點，以加強板道與內陸的聯繫。建議方案亦包括建造合共三條開合橋，讓船隻在有需要時得以進出擬議板道以內的近岸水域，並降低板道的坡度，創造更舒適的體驗和增加親水性。
此外，擬議板道的沿線將會鋪設水管、污水管及公用設施，以配合設置配套設施如洗手間、飲水機和小食亭等。方案建議利用東區走廊現有的樁柱式保護墩上的空間，建造合共六個觀景台，以方便市民欣賞維多利亞港景色，並會建造一個釣魚平台，方便垂釣人士。

## 體育
東區足球隊是東區體育會轄下的一支地區足球隊，現時於香港超級足球聯賽角逐，以小西灣運動場為其主場。球隊於2015-16年度球季，獲得香港乙組聯賽亞軍，晉升上香港甲組聯賽競逐。

## 外部連結
- 東區分界圖 （页面存档备份，存于）
- 東區區議會 官方网站
  - 東區風物志
  - 東區旅遊徑（筲箕灣段）
  - 鰂魚涌樹木研習徑
- 綠在東區的Facebook專頁